# Batomys russatus
Batomys russatus — один із п'яти видів гризунів роду Batomys. Цей вид є ендеміком Філіппін. Цей вид зустрічається в низинних лісах на висоті близько 350 м. Вважається, що він не стійкий до серйозних порушень середовища проживання. Цей вид є нічним і, ймовірно, деревним.